# Процесуальна археологія
Процесуальна археологія, «Нова археологія» (англ. Processual archaeology, New archaeology, ісп. arqueología de sistemas) — теоретична течія археології, форма археологічної теорії, дослідницький підхід до історичної археології, що здійснила антропологічний переворот в археологічній науці та була спрямована на посилення ролі наукового методу в дослідженнях. Дослідження представників цієї течії зосереджені на процесі трансформації культур минулого, в процесі дослідження не лише збирають та структурують інформацію, а й інтерпретують її таким чином, що б відповісти виявити причини зміни людських культур з часом. В основі процесуальної археології знаходиться переконання, яке належить до філософії позитивізму, що подібні знання можна отримати виключно на основі наукового методу. Процесуальна археологія, в основному набула поширення в США та Великій Британії та по суті була обмежена англомовним світом. Цей напрямок археології виник як спроба наслідувати подібні течії в інших науках (нова антропологія, нова географія).

## Теоретичні основи
Processualist David L. Clarke, 1973.
Теоретичною структурою в основі процесуальної археології є культурний еволюціонізм . Процесуальні археологи майже завжди є культурними еволюціоністами. Тому, більшість з них вважає, що розуміння минулих культурних систем можливе через залишки, які вони утворили. Це твердження випливає з теорії Леслі Вайта про те, що культура це екзосоматичний (поза тілесний) засіб адаптації людини до навколишнього середовища. Археологи, що працюють в парадигмі постпоцесуальної археології на відміну від еволюційних біологів вивчають культурну адаптацію до змін середовища, а не тілесну адаптацію протягом поколінь. Фокусування на адаптації до навколишнього середовища ґрунтується на культурній екології та ідеях мультилінійної еволюції таких антропологів як Джуліан Стюард . Культура, як екзосоматична адаптація визначається обмеженнями середовища. Через це, культурні зміни відбуваються у певних рамках. Зрозуміти процес змін можна вивчаючи окремі його компоненти. В наслідок передбачуваності структури, наука є ключем до розуміння того, як ці компоненти взаємодіяли з культурним цілим. Для процесуальних археологів, це означає, що культурні зміни обумовлені еволюційними «процесами» культурного розвитку, які є адаптивними щодо навколишнього середовища і, отже, не тільки зрозумілими, але й науково передбачуваними, у випадку розуміння взаємодія змінних. Таким чином, можна практично повністю реконструювати ці «cultural processes». Звідси і пішла назва «processual archaeology». Його практиків також називали «new archaeologists».
Процесуальна дослідницька парадигма включає ідею про те, що всі аспекти культури доступні для вивчення через матеріальні записи (логічний позитивізм), використання кількісних даних і науковий метод спостереження та перевірки гіпотез — гіпотетико-дедуктивну модель. З погляду процесуального підходу головним завданням археолога мають бути пошуки відповіді питання про динаміку розвитку культур минулого. Для досягнення цієї мети необхідно отримати найбільшу кількість даних під час археологічних розкопок з використанням коректних наукових підходів та їх подальшого дедуктивного аналізу. Зокрема, у зв'язку з тим, що при проведенні археологічних розкопок зазвичай розкривається лише невеликий відсоток археологічної пам'ятки, необхідно використовувати статистично грамотну систему збору інформації з різних місць, яка б впевнено дозволила фірмулювати твердження про пам'ятку в цілому. В основі процесуального підходу в основному лежали роботи Карла Густава Гемпеля, представника філософії позитивізму, при цьому робилося припущення, що сума даних, накопичених на пам'ятці з використанням останніх досягнень природничих наук, буде достатня для однозначного доказового і всеосяжного міркування з культурологічних процесів, стародавньому суспільстві, що залишило по собі цю пам'ятку.
В момент виникнення «нової археології» не існувало методологічної основи для винайдення більш наукових методів аналізу археологічних залишків. Проблема полягала в тому, що не існувало основи для такого аналізу. У цій галузі був такий брак робіт, що це змусило Віллі та Філліпса заявити в 1958 році: «So little work has been done in American archaeology on the explanatory level that it is difficult to find a name for it». Різні дослідники по-різному підходили до цієї проблеми.

Найбільш важким завданням у відповіді питання причинах культурних змін у стародавньому суспільстві для археолога є пошук стійких зв'язків між статичною картиною копалин городища і динамічною картиною минулої культури. Одним із ефективних рішень цього завдання в процесуальній археології було використання етноархеології — спостереження за різними сучасними народами, що ведуть, наприклад, общинно-племінний спосіб життя та співвідношення виявлених таким чином практик із археологічною картинкою. Льюїс Бінфорд вважав, що етноісторична інформація необхідна для полегшення розуміння археологічного контексту. Етноісторичні (історія народів) дослідження включають вивчення життя тих, хто б використовував артефакти — або принаймні подібних культур. Бінфорд хотів довести, що мустьєрська спільнота, що залишила групу кам'яних артефактів на території Франції в часи льодовикового періоду, була пристосована до навколишнього середовища. Тому Бінфорд провів певний час живучи серед нунаміутів з Аляски, людьми, які жили в умовах, дуже схожих на умови Франції містьєрської доби. Бінфорд мав значний успіх із цим підходом, і хоча його конкретна проблема зрештою вислизала від повного розуміння, сьогоднішні дослідники продовжують спиратися на його етноісторичну роботу, і багато з них її наслідує .
Археолог Кент Фланнері наприкінці 1960-х і в 1970-х роках запропонував ідею, що для вирішення питань культури в археології з неупередженої точки зору можна використовувати теорію систем. Ця теорія виявилася неоднозначною для археології в цілому. Вона добре працює, коли її використовують, що б описати , як взаємодіють елементи культури, але не дає відповіді на те, чому вони взаємодіють саме так. Незважаючи на це, теорія систем стала дуже важливою частиною процесуальної археологічної теорії, і ймовірно, одним з небагатьох способів, яким археологи можуть досліджувати інші культури без впливу власних культурних упереджень.
Прикладом застосування теорії систем в археології є роботи Коліна Ренфрю, у галузі палеолінгвістики. Роблячи повторне дослідження протоіндоєвропейської мови та обґрунтовуючи поширення індоєвропейських мов через неолітичну Європу у зв'язку з поширенням землеробства, окреслив три основні первинні процеси, через які мова починає використовуватися на певній території: початкова колонізація, заміна та поступовий розвиток. Через очевидні міркування дослідник дійшов до радикально нових висновків.

## Історія розвитку
Витоки «нової археології» пов'язують з неоеволюціонізмом культурних антропологів Гордона Віллі та Філіпа Філіпса зокрема, їхньою статтею«Method and Theory in American Archaeology» в якій стверджується, що «American archaeology is anthropology or it is nothing». Цей вислів перефразовує слова Фредеріка Вільяма Мейтленда: «My own belief is that by and by anthropology will have the choice between being history and being nothing». Таким чином, автори вказали, що мета археології насправді подібна до мети антропології, тобто, відповідати на питання про людей і людське суспільство. Це була критика попереднього періоду в археології, та виступ проти парадигми культурно-історичного підходу, коли археологи вважали, що будь-яка інформація, яку містили артефакти про минулих людей і спосіб життя, буде втрачена, коли ці предмети проходять процес археологізації і стають частинами пам'яток археології. Представники культурно-історичної лінії археології вважали, що завданням їхньої науки є каталогізувати, описати та створити часові шкали на основі артефактів.
Розвиток власне процесуальної археології пов'язують з роботами американського дослідника Люїса Бінфорда та британського Девіда Леонарда Кларка. Перший з них в статті 1962 року «Archaeology as Anthropology» наголосив, що археологію (Американську) необхідно вважати галуззю антропології а не дослідження культури. Прихильники нового етапу в археології стверджували, що суворе використання наукового методу дозволило вийти за межі археологічних записів і дізнатися щось про те, як жили люди, які використовували артефакти. «Нові археологи» 1960-х років критично розглядали роботу старшого покоління колег і закликала зробити дослідження більш науковими та об'єктивними. Характерним було виразне моделювання та чітке формулювання питань. Типовими методично-теоретичними підходами є, наприклад, просторовий аналіз у межах ділянки (просторова археологія), аналіз навколишнього середовища, метод ємності середовища, використання інформаційних технологій (зокрема, ранні програми ГІС та статистичних методів). Таким чином, археологія все більше просувалась від історії до культурної антропології.

## Подальший теоретичний розвиток
Processualist David L. Clarke, 1973.
1973 року процесуаліст Девід Кларк з Кембриджського університету, що належав до «нових археологів» опублікував наукову статтю в Antiquity, де стверджував, що як дисципліна археологія перейшла від своєї початкової «noble innocence» до «self-consciousness», а потім до «critical self-consciousness» і ознакою цього процесу є розвиток нової археології. Дослідник стверджував, що у результаті археологія зазнала «loss of innocence», оскільки археологи стали скептично ставитися до роботи своїх предків. Це формулювання Девіда Кларка надалі стало «one of the seminal statements of the New Archaeology, by one of its leading proponents» як Великобританії так і в інших місцях на думку археологів Керолайна Мелоуна і Саймона Стоддарта.
Колін Ренфрю, прихильник нової процесуальної археології, зауважив у 1987 році, що вона зосереджує увагу на «the underlying historical processes which are at the root of change». Археологія, зазначив він, «has learnt to speak with greater authority and accuracy about the ecology of past societies, their technology, their economic basis and their social organization. Now it is beginning to interest itself in the ideology of early communities: their religions, the way they expressed rank, status and group identity»

## Вплив та поширення в світі
Розвиток процесуальної археології кардинально змінив розуміння археології, тому її іноді називають «новою археологією». За небагатьма, помітними вийнятками, такими як Бостонський університет, більшість університетів Америки розглядають археологію як субдисципліну антропології, тоді як в Європі вважають, що цю науку, подібну до історичних досліджень. Питання про спорідненість наук важливе з точки зору того, що повинна вивчати археологія і як. Як і представники гуманітарних наук, нові археологи або процесуальні археологи прагнули в своїй роботі використовувати наукову методологію. В західноєвропейській класифікації наук археологія, і зокрема археологія історичного періоду, іноді більше пов'язувалася з греко-римськими студіями. Питання про місце археології в системі наук і питання про предмет та методи вивчення археології, ймовірно, зіграли не останню роль у появі процесуальної археології в Європі.[джерело?]
Виникнення «нової археології» так чи інакше викликала резонанс в світі. В німецькомовних країнах обговорення процесуальної археології розпочалось з публікації 1978 р. роботи «Prähistorische Archäologie und Ethnologie. Studien zur amerikanischen New Archaeology» археолога та історика первісності Манфреда Еґґерта. Вчений насамперед критикував розбіжність, що існує в «новій археології» між методологічним підходом (наприклад, «пояснювальним дизайном дослідження») та фактичними способами пошуку знань, які зазвичай відходять від суто наукових доказів. В результаті публікації Еґґарта у 1980-х роках в німецькомовних країнах виникла теоретична дискусія, що до процесуального підходу в археології.

## Спадщина
Метью Джонсон, тодішній співробітник Саутгемптонського університету, а тепер Північно-Західного університету, у 2010 році у своїй книзі стверджував, що, незважаючи на 40 років, що минули з моменту його розробки, «intellectual questions», які вперше поставила процесуальна археологія, залишаються «absolutely central» в археології.

## Критика
Представник «нової археології» Девід Л. Кларк припустив, що нова археологія зіткнеться з особливою спротивом з боку аматорів, історичних археологів і польових археологів, але водночас зазначив, що всі вони все одно виграють від прийняття теорії.
Критика процесуальної археології розпочалась одразу з її появою. Новому поколінню дослідників, як наприклад, Яну Ходдеру, а також багатьом «традиційним» археологам підходи процесуальної археології здавалися надто функціональними, надто схематичними та надто неісторичними. Вони приділятимуть занадто мало уваги інтелектуальному світу та символічному характеру артефактів. Критика процесуальної археології започаткувала започаткувала теоретичний рух, що пізніше отримав назву постпроцесуальної археології. Представники останньої вважають слабкими місцями «нової археології»:
- екологічний детермінізм
- відсутність врахування волі людини
- сприймання культури гомеостатичною, і як наслідок пояснення культурних змін як результату реакції на вплив зовнішніх подразників
- ігнорування таких факторів, як стать, етнічна приналежність, ідентичність, соціальні відносини тощо.
- підтримка наперед визначеної об'єктивності інтерпретацій

1987 році археолог з Кембриджського університету Крістофер Чіппіндейл описав процесуальну археологію як одне з явищ в контексті 1960-х років написавши:
The sharper students of the current generation reasonably regard the «New Archaeology» in its pristine form as a period piece, as strange an artefact of that remote era as the Paris évènements or Woodstock. They have some cause: the then-radical insistence that nothing valuable had been written in archaeology before 1960 matched the hippie belief that anyone over 30 was too ancient to be intelligent, and the optimism that anything could be recovered from the archaeological record if only you searched hard enough was the archaeological version of the hope that the Pentagon could be levitated if only enough people had sufficient faith.

## Вибрана література
- Willey, Gordon; Phillips, Philip (1958). Method and Theory in American Archaeology. Chicago: University of Chicago Press.
- Johnson, Matthew (2010). Archaeological Theory: An Introduction (second edition). Oxford: Blackwell. ISBN 978-1405100144.
- Clarke, David (1973). Archaeology: the loss of innocence. Antiquity. Т. 47. с. 6—18.
- Malone, Caroline; Stoddart, Simon (1998). Special section: David Clarke's "Archaeology: the loss of innocence" (1973) 25 years after. Antiquity. Т. 72. с. 676—677.
- Binford, Lewis R.1962. "Archaeology as anthropology". In Contemporary Archaeology, ed by M. Leone, pp. 93–101. Southern Illinois University, Carbondale.[en]
- Binford, Lewis R. 1965. «Archaeological systematics and the study of culture process». In American Antiquity 31(2) Part 1: 203—210.
- Binford, Sally R.[en] & Lewis Binford. 1968. New Perspectives in Archaeology. Chicago, Aldine Press.
- Trigger, Bruce[en]. 1989. A History of Archaeological Thought. Cambridge University Press: New York
- Trigger, Bruce. 1984. Alternative Archaeologies: nationalist, colonialist, imperialist. Man 19(3): 355—370.
- Watson, Patty J.[en] 1991. «A Parochial Primer: the New Dissonance as Seen from the Midcontinental United States». In Processual and Postprocessual Archaeologies, ed. by Preucel, Robert W, pp. 265–274. Center for Archaeological Investigations.
- White, Leslie A.[en] 1959. The Evolution of Culture. McGraw-Hill, New York.
- Willey, Gordon R.[en], and Philip Phillips. 1958. Method and Theory in American Archaeology. Univ. of Chicago Press, Chicago.
- Balter, Michael. The Goddess and the Bull: Catalhoyuk, An Archaeological Journey to the Dawn of Civilization (2005) for a detailed account of the debate between the processual and post-processual schools of archaeology.
- Archaeology. The Key Concepts / Colin Renfrew, Paul Bahn. — London, New York: Routledge, 2005. — 298 с. — ISBN 0-415-31757-6.
- Jeremy Sabloff. Processual Archaeology // Bently R.A., Maschner H.D.G., Chippindale C. Handbook of Archaeological Theories. — New York: Rowman & Littlefield Publishers, 2008. — С. 212—219. — ISBN 0-7591-0032-2.
- T. L. Kienlin: Die britische Processual Archaeology und die Rolle David L. Clarkes und Colin Renfrews: Herausbildung, Struktur, Einfluß. In: Manfried K.H. Eggert, U. Veit (Hrsgg.): Theorie in der Archäologie. Zur englischsprachigen Diskussion. Waxmann, Münster 1998, S. 67–113.